# Eugenio Geiringer

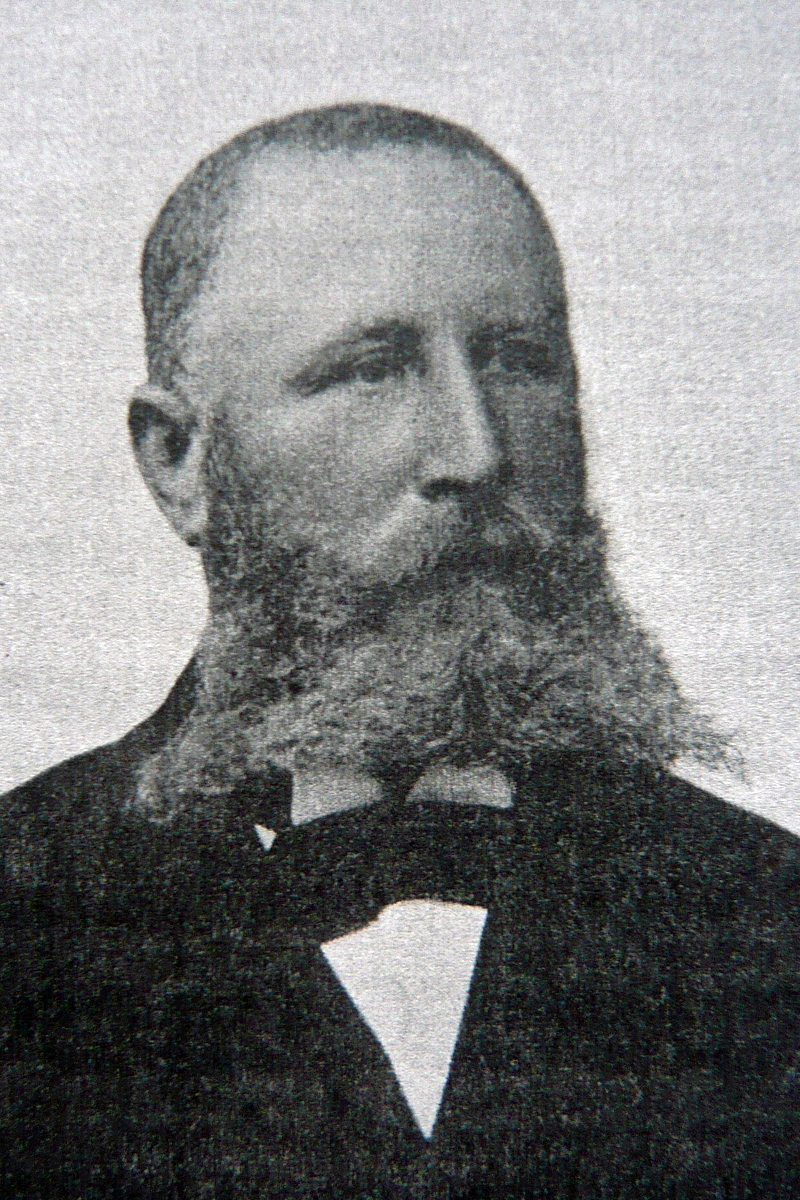
Eugenio Geiringer

Eugenio Geiringer (Trieste, 25 febbraio 1844 – Trieste, 18 novembre 1904) è stato un architetto e ingegnere italiano con cittadinanza austro-ungarica, progettista di diversi palazzi e infrastrutture di Trieste nella seconda metà del XIX secolo.

## Biografia

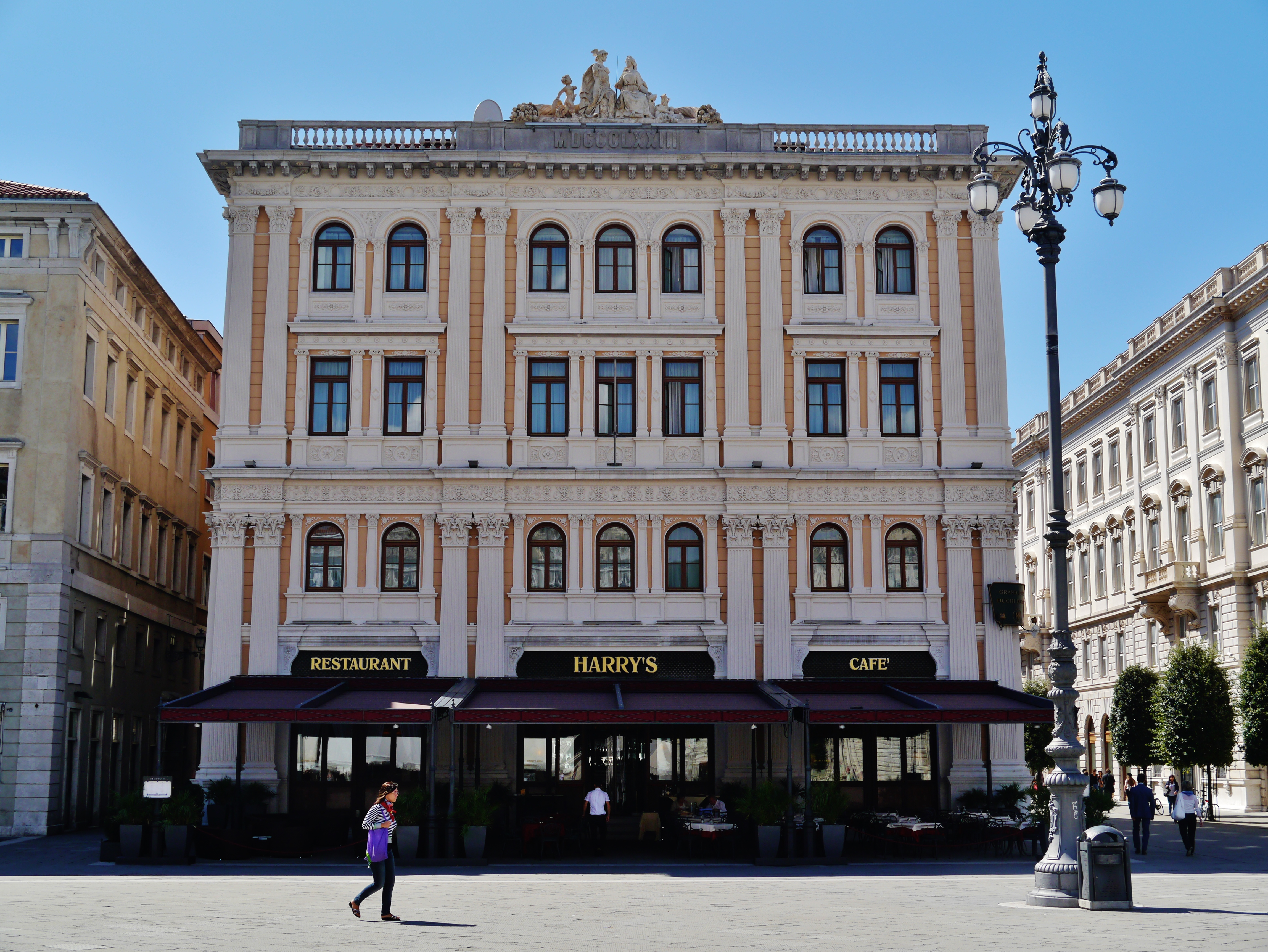
Il Grand Hotel Duchi d'Aosta in piazza Unità d'Italia a Trieste

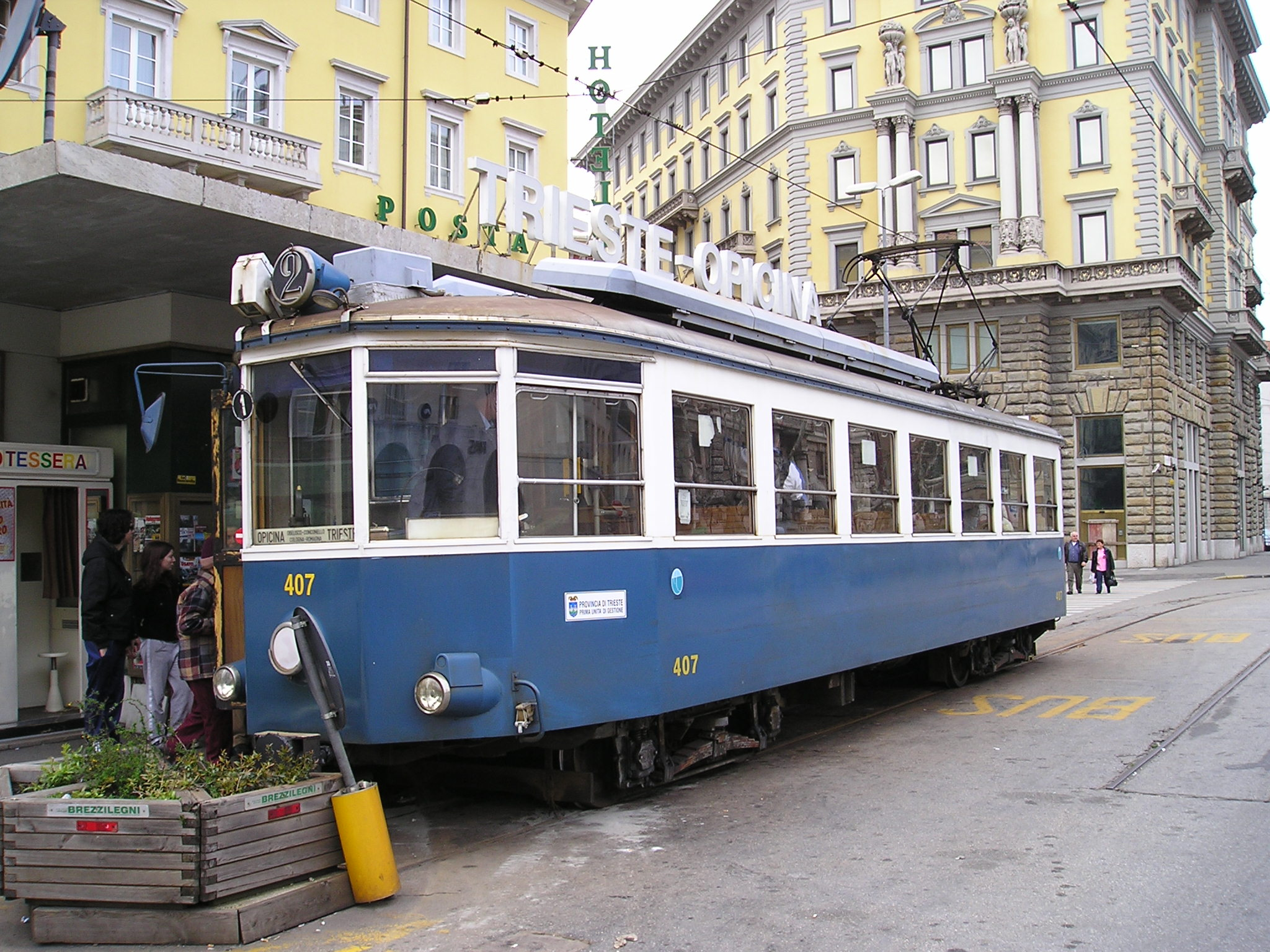
Lo storico tram della tranvia di Opicina

Eugenio Geiringer nacque a Trieste il 25 febbraio 1844. Il padre Ruben Isach Robert Geiringer era originario di Gajary, un villaggio della Slovacchia non lontano da Bratislava, mentre la madre Eva Morpurgo discendeva dalla famiglia di banchieri fondatori delle Assicurazioni Generali.
Frequentò l'Istituto Tecnico Nautico di Trieste (al tempo chiamato Accademia di Commercio e Nautica) e studiò in seguito matematica e ingegneria all'Università di Padova. Nel 1864 si laureò in ingegneria con specializzazione negli impianti di illuminazione a gas e iniziò a lavorare come assistente ingegnere alla costruzione dell'impianto del gas della città di Trieste, insegnando contemporaneamente disegno geometrico e industriale alla Scuola triestina di disegno.
In seguito, vista la sua esperienza negli impianti a gas, fu incaricato dalla società Laidlaw & Son di Glasgow della realizzazione del sistema di illuminazione delle città di Caltanissetta e Sciacca in Sicilia. Nel 1868 tornò a Trieste dove ottenne il posto di supplente di disegno alla Civica Scuola Reale. Tra il 1872 e il 1877 ricoprì la carica di co-direttore della Banca Triestina di Costruzioni e a partire dal 1882 fu presidente della Società degli Ingegneri e Architetti di Trieste.
Nel 1874 sposò Ortensia Luzzati a cui rimase sempre molto legato, tanto da farle dedicare una varietà di camelia e da chiamare in suo onore il belvedere vedetta Ortensia a Opicina, non più esistente.

Dalla moglie ebbe 7 figli, tra i quali Pietro, nato nel 1886, fu co-direttore delle Assicurazioni Generali e nel 1944 venne deportato e morì ad Auschwitz insieme alla moglie Francesca Vivante.
A partire dagli anni 70 del XIX secolo Geiringer lavorò a diversi edifici nelle zone principali di Trieste: insieme all'architetto Giovanni Righetti progettò la facciata di Palazzo Stratti e l'Hotel Vanoli (oggi Grand Hotel Duchi d'Aosta) in piazza Unità d'Italia a Trieste. Tra il 1873 e il 1876 diresse inoltre i lavori di costruzione del municipio di Trieste, progettato dall'architetto Giuseppe Bruni.
A partire dal 1883 progettò il nuovo Palazzo delle Assicurazioni Generali di Trieste, il primo edificio della città a usare l'energia elettrica per l'illuminazione interna.
Contemporaneamente lavorò anche come ingegnere ferroviario, progettando in particolare la tratta ferroviaria Trieste-Vienna e la tranvia di Opicina.

## Opere

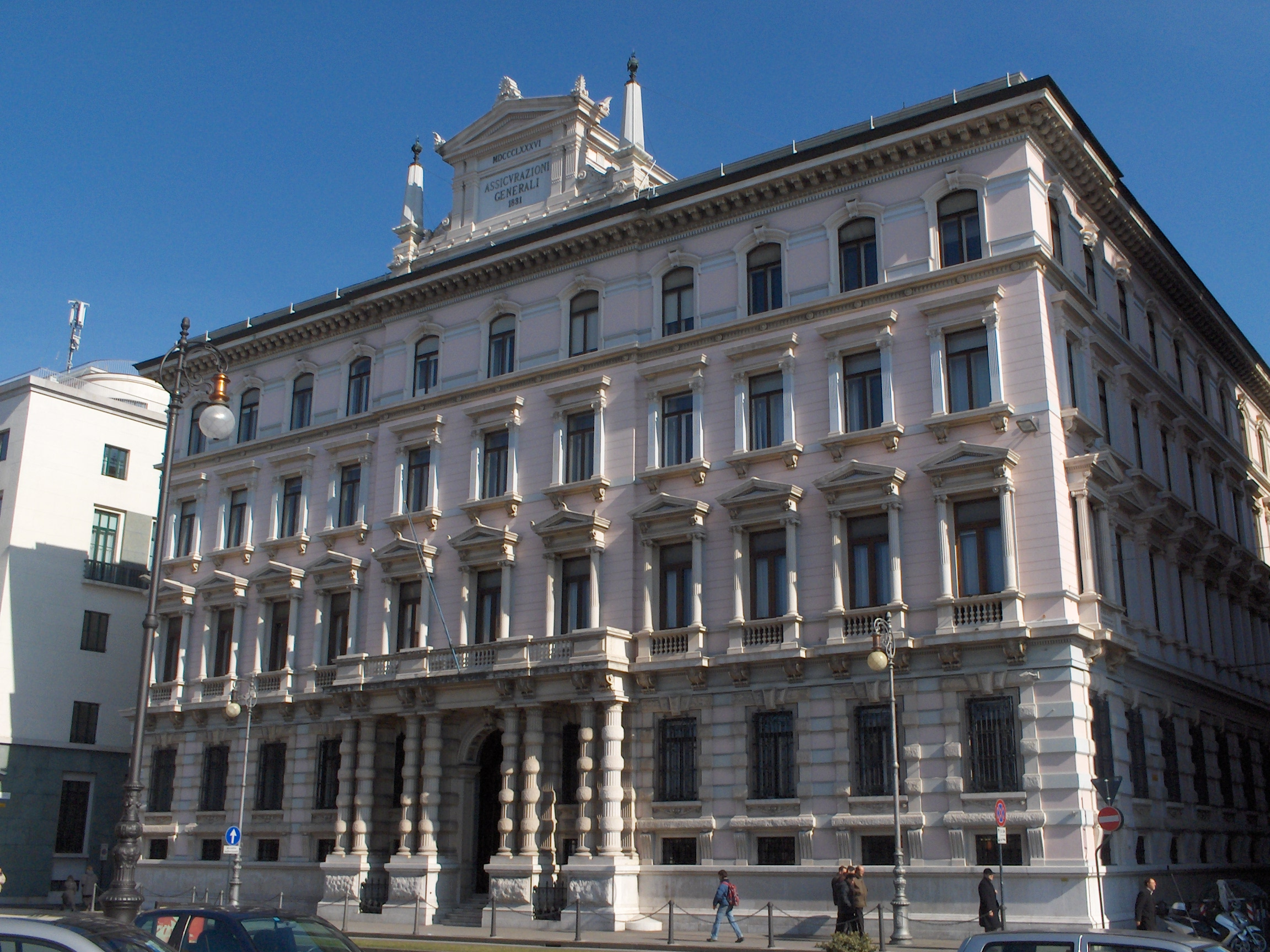
Il palazzo delle Assicurazioni Generali a Trieste

Tra le opere a cui Geiringer ha lavorato è possibile citare
- direzione dei lavori di costruzione del municipio di Trieste
- direzione dei lavori di restauro del Teatro Verdi a Trieste
- progetto del Grand Hotel Duchi d'Aosta in piazza Unità d'Italia a Trieste, insieme all'architetto Giovanni Righetti
- progetto della facciata di Palazzo Stratti in piazza Unità d'Italia, realizzata insieme all'architetto Giovanni Righetti[7][9]
- progetto del Palazzo delle Assicurazioni Generali a Trieste[10][11]
- progetto di Villa Basevi a Trieste, sede dell'osservatorio astronomico di Trieste[12]
- progetto del ristorante del birrificio Dreher in piazza della Borsa a Trieste
- progetto di Villa Fausta, in salita di Gretta
- progetto del palazzo della Banca d'Italia a Trieste
- progetto del Castelletto Geiringer a Trieste
- progetto di Casa Basevi in via San Giorgio